# How Could This Be Christmas?
How Could This Be Christmas? es una canción navideña de género pop de la cantante estadounidense Mandy Moore, lanzada el 12 de noviembre de 2020, por Verve Forecast Records. Escrita por Mandy Moore, Mike Viola y Taylor Goldsmith. 

## Créditos
- Mandy Moore - compositora, letrista, voz.
- Mike Viola - vocalista de fondo, compositor, guitarra, letrista, mezclador, piano, productor, ingeniero de grabación, personal de estudio.
- Taylor Goldsmith - compositor, letrista.
- Lee Pardini - Teclados

## Lanzamiento
| País   | Fecha                   | Formato                    | Compañía               | Ref. |
| ------ | ----------------------- | -------------------------- | ---------------------- | ---- |
| Varios | 12 de noviembre de 2020 | Descarga digital streaming | Verve Forecast Records |      |